# Elitloppet 1978
Elitloppet 1978 var den 27:e upplagan av Elitloppet, som gick av stapeln söndagen den 28 maj 1978 på Solvalla i Stockholm. Finalen vanns av den franska hästen Hadol du Vivier, körd av och tränad av Jean-René Gougeon.
Överst på Solvallas önskelista stod den amerikanske hästen Green Speed, men denne tvingades tacka nej på grund av formsvacka. Istället representerades USA av Cold Comfort (som sedan kom att vinna International Trot samma åt), men denne galopperade redan i kvalheatet. Under 1978 blev Elitloppet kallat Världens största lopp i fransk media, och prissumman hade höjts till 160 000 kronor. En markant ökning från året innan. Inför 1978 års Elitlopp erbjöd Solvalla 250 000 kronor till den häst som vann både kval- och finalheat. Franske Hadol du Vivier blev tvåa i sitt kvalheat, men vann sedan finalen, och sprang in totalt 175 000 kronor. I det andra kvalheatet tävlade nio hästar så detta år deltog totalt 17 hästar i Elitloppet.
Även tröstloppet Elitloppet Consolation kördes detta år, för de hästar som deltagit i kvalheaten, men som inte lyckats kvala in till finalen.

## Upplägg och genomförande
Elitloppet är ett inbjudningslopp och varje år bjuds 16 hästar som utmärkt sig in till Elitloppet. Hästarna lottas in i två kvalheat, och de fyra bästa i varje försök går vidare till finalen som sker 2–3 timmar senare samma dag. Desto bättre placering i kvalheatet, desto tidigare får hästens tränare välja startspår inför finalen. Samtliga tre lopp travas sedan 1965 över sprinterdistansen 1 609 meter (engelska milen) med autostart (bilstart). I Elitloppet 1978 var förstapris i finalen 160 000 kronor, och 40 000 kronor i respektive kvalheat.

## Kvalheat 1
| P | S | Häst            | Kusk                  | Tränare               | Land        | Odds  | Tid      |
| - | - | --------------- | --------------------- | --------------------- | ----------- | ----- | -------- |
| 1 | 5 | Eléazar         | Léopold Verroken      | Léopold Verroken      | Frankrike   | 3,83  | 1.13,5   |
| 2 | 4 | Express Gaxe    | Gunnar Axelryd        | Gunnar Axelryd        | Sverige     | 1,80  | 1.13,6   |
| 3 | 1 | Madison Avenue  | Uno Swed              | Uno Swed              | Sverige     | 7,50  | 1.13,9ag |
| 4 | 7 | Charme Asserdal | Heikki Korpi          | Heikki Korpi          | Finland     | 21,60 | 1.14,0ag |
| 0 | 6 | Grande Frances  | Ulf Thoresen          | Bengt Arvidsson       | Sverige     | 26,00 | 1.14,0   |
| 0 | 3 | Petite Evander  | Eddie Dunnigan        | Eddie Dunnigan        | Nya Zeeland | 7,20  | 1.14,5ag |
| 0 | 2 | The Last Hurrah | Vivaldo Baldi         | Vivaldo Baldi         | Italien     | 15,50 | 1.15,0   |
| 0 | 8 | Fakir Du Vivier | Pierre Desire Allaire | Pierre Desire Allaire | Frankrike   | 24,90 | 1.16,0   |

## Kvalheat 2
| P | S | Häst              | Kusk                  | Tränare               | Land      | Odds  | Tid      |
| - | - | ----------------- | --------------------- | --------------------- | --------- | ----- | -------- |
| 1 | 4 | Pershing          | Berndt Lindstedt      | Berndt Lindstedt      | Sverige   | 2,98  | 1.13,2   |
| 2 | 5 | Hadol du Vivier   | Jean-René Gougeon     | Jean-René Gougeon     | Frankrike | 2,50  | 1.13,2   |
| 3 | 8 | Duke Iran         | Stig H. Johansson     | Stig H. Johansson     | Sverige   | 32,70 | 1.13,4   |
| 4 | 3 | Wiretapper        | Sören Nordin          | Sören Nordin          | Sverige   | 9,00  | 1.13,7   |
| 0 | 1 | Delfo             | Sergio Brighenti      | Sergio Brighenti      | Italien   | 17,80 | 1.13,7   |
| 0 | 9 | Dauga             | Michel-Marcel Gougeon | Michel-Marcel Gougeon | Frankrike | 39,80 | 1.14,1   |
| 0 | 7 | Tarok             | Jörn Laursen          | Jörn Laursen          | Danmark   | 36,80 | 1.15,7   |
| 0 | 6 | Keystone Sycamore | Tommy Hanné           | Tommy Hanné           | Sverige   | 18,20 | 1.17,4ag |
| d | 2 | Cold Comfort      | Peter Haughton        | Billy Haughton        | USA       | 4,70  | distg    |

## Finalheat
| P | S | Häst            | Kusk              | Tränare           | Land      | Odds  | Tid      |
| - | - | --------------- | ----------------- | ----------------- | --------- | ----- | -------- |
| 1 | 4 | Hadol du Vivier | Jean-René Gougeon | Jean-René Gougeon | Frankrike | 3,14  | 1.14,0   |
| 2 | 2 | Eléazar         | Léopold Verroken  | Léopold Verroken  | Frankrike | 2,70  | 1.14,1   |
| 3 | 6 | Duke Iran       | Stig H. Johansson | Stig H. Johansson | Sverige   | 40,30 | 1.14,1   |
| 4 | 3 | Express Gaxe    | Gunnar Axelryd    | Gunnar Axelryd    | Sverige   | 5,10  | 1.14,1ag |
| 5 | 7 | Wiretapper      | Sören Nordin      | Sören Nordin      | Sverige   | 46,70 | 1.14,1   |
| 6 | 5 | Madison Avenue  | Uno Swed          | Uno Swed          | Sverige   | 16,60 | 1.14,5   |
| 0 | 8 | Charme Asserdal | Heikki Korpi      | Heikki Korpi      | Finland   | 49,70 | 1.14,8   |
| d | 1 | Pershing        | Berndt Lindstedt  | Berndt Lindstedt  | Sverige   | 3,90  | distg    |